# Врањско поморавље
Врањско Поморавље је географска област која захвата котлину око средњег тока реке Јужне Мораве и њених притока, издужену од југозапада према североистоку и оивичену планинским гребенима и косама иза којих леже суседне области Горње Пчиње на југоистоку, Крајишта на истоку, Власине на североистоку, Грделичке клисуре на северу, Пољанице на северозападу, Новобрдске Криве реке на западу, Горње Мораве са Изморником на југозападу и прешевске Моравице на југу. На простору Врањског Поморавља налази се и обрађено је 168 насељених места од којих 79 припада граду Врању, 33 места Бујановцу, 31 место Владичином Хану и 25 места Сурдулици.